# Kastenstelsel
Een kastenstelsel is een gesloten systeem van sociale stratificatie waarbij sociale groepen een onderlinge hiërarchie kennen, vaak met bijbehorende beroepen, op basis van afkomst die in stand wordt gehouden door endogamie, het binnen de groep trouwen. Een bekend voorbeeld zijn de jati's uit India die de kern vormen van het Indiaas kastenstelsel.
Het oorspronkelijke kastenstelsel (varna-ashrama) wordt heel vaak verward met de hiërarchische klassenverdeling naar geslacht of erfelijke herkomst. Deze verkeerde interpretatie van de oorspronkelijke verdeling volgens de geestelijke ontwikkeling en karma is ontstaan tijdens de koloniale overheersing van India door de Portugezen in de 16e eeuw.
De Verenigde Naties gebruikt voor kastendiscriminatie de omschrijving discriminatie op basis van werk en afkomst. Behalve de dalits in India worden ook andere groepen erkend als slachtoffer van deze vorm van discriminatie, zoals de burakugemeenschap in Japan en groepen in Somalië en Jemen.

## Etymologie
Kaste is ontleend aan het Portugese en Spaanse casta. De oorsprong daarvan is onzeker en wordt veelal gezocht in het Latijnse castus (kuisheid), voor het eerst door Sebastián de Covarrubias in 1611. Joan Coromines stelde dat dit een misverstand was. De kuisheid kon geen verband hebben met het zuiverheidsprincipe dat onderdeel is van het Indiase kastenstelsel, aangezien dit nog onbekend was ten tijde van het eerste gebruik van casta in Iberië. In 1417 gebruikte Enrique de Villena casta in de betekenis van fokken of voortplanten. In Spanje bleef dit gebruik nog geruime tijd in zwang, zoals door Cristóbal de Villalón in 1555. Coromines zocht dan ook de oorsprong in het Gotische *kasts, wat nest of worp betekende en gaf het de betekenis van diersoort.
In 1516 werd casta voor het eerst gebruikt met betrekking tot India. Duarte Barbosa vergezelde zijn zwager Ferdinand Magellaan op diens poging tot de eerste circumnavigatie en schreef daarover in O livro de Duarte Barbosa. Volgens Henry Yule en Arthur Coke Burnell had casta hier echter betrekking op het woord familie. Het begrip kaste zou zijn uitgedrukt met leis de gentios, letterlijk heidense wetten. Barbosa onderscheidde er 18. Sebastião Rodolfo Dalgado wees er echter op dat verderop in de tekst casta wel in de betekenis van kaste wordt gebruikt als het over de Nayres gaat. Yule en Burnell zagen casta al in gebruik om ras aan te geven in een stuk over de inwoners van de Canarische Eilanden in de Navigazioni van Alvise Cadamosto dat zij dateerden in 1444. Het werk van Cadamosto werd echter pas in 1507 gepubliceerd door Fracanzano da Montalboddo en in deze originele Italiaanse versie wordt homini gebruikt.

## Kasten in India
Nergens anders is het kastensysteem zo ingewikkeld en systematisch uitgewerkt als in India. Hoewel de vier varna's van brahmanen, kshatriya's, vaishya's en shudra's nog wel eens genoemd worden als de basis van het Indiase kastenstelsel, hebben deze vooral een theoretische betekenis en zijn het de jati's die het dagelijks leven beheersen.:9 Om het onderscheid duidelijk te houden, kan varna daarom beter onvertaald blijven, terwijl jati zowel kaste als subkaste betekent.
Een jati is een gemeenschap en geboortegroep en het is dan ook niet tot nauwelijks mogelijk uit deze groep te stappen. Er zijn duizenden jati's, variërend in grootte van duizenden tot soms zelfs miljoenen mensen. De meeste zijn buiten hun eigen regio onbekend, maar enkele als de rajputs, chamars en jat zijn ver daarbuiten bekend. Waar een varna iemand slechts in zeer algemene termen beschrijft, vertelt een jati veel over de sociale identiteit. Hoewel afkomst een belangrijke rol speelt, is een jati breder dan alleen de verwantschap. Het verband tussen en het belang van jati en varna varieert per gebied en per doctrine die aangehangen wordt.
Een varna is een sociale klasse en er is dan ook enige sociale mobiliteit waarbij mensen overgaan van de ene naar de andere varna. Het zijn meer ideaaltypes dan dat deze een belangrijke rol spelen in het dagelijks leven. Er zijn vier varna's:
- brahmanen, de priesterlijke en geleerde klasse
- kshatriya's, de strijders en heersers en ook de grootgrondbezitters
- vaishya's, de landbouwers en handelaars
- shudra's, de burgers en arbeiders

Als vijfde kunnen de dalits of onaanraakbaren onderscheiden worden, de buitengesloten groep, ook wel avarna, niet-varna.
Elke jati en varna heeft een eigen dharma, een geheel van normen waaraan voldaan moet worden.
Het systeem van varna's ontwikkelde zich gaandeweg binnen het brahmanisme en was daarbinnen lange tijd vooral normatief en niet zozeer beschrijvend, aangezien de door de brahmanen bedachte hiërarchie zelden gevolgd werd. Buiten de kerngebieden van het brahmanisme had kaste tot de koloniale tijd helemaal weinig invloed. Over de invloed en de vorming binnen het kerngebied is veel controverse geweest. Een benadering geeft brahmanen een centrale rol die begonnen zou zijn in de Veda's, daarna geromantiseerd zou zijn in de Bhagavad Gita en uiteindelijk gecodificeerd in de Manusmriti. Een hierop aansluitende benadering is dat oriëntalisten kaste als de definiërende factor van de Indiase maatschappij zagen, waarna Britse kolonialisten ten tijde van Brits-Indië teruggrepen op de bijna vergeten Manusmriti, deze een centrale rol gaven en de hun bekende jati's onder de vier varna's indeelden, deze daarmee aan elkaar koppelend en door het gebruik tijdens het bestuur zouden de kasten daardoor een zelfwaarmakende beschrijving zijn geworden. Ook de bevrijdingsnationalisten zouden de Indiase samenleving daarna vanuit dit raamwerk hebben benaderd, zelfs in hun afwijzing van het kastenstelsel. Anderen stellen dat niet de brahmanen, maar de kshatriya's de bepalende varna waren. Dit laatste lijkt een goede beschrijving van de situatie in de militaire staten aan de rand van het brahmaanse kerngebied van voor de Britse kolonisatie, maar de invloed van de brahmanen kan moeilijk ontkend worden. Tussen deze uitersten overheerst dan ook het beeld dat varna en jati veranderlijke begrippen zijn geweest in de lange geschiedenis vanaf de vedische tijd.:20-24
Na de onafhankelijkheid zag de overheid van het nieuwe India zich gedwongen een tegenstrijdig beleid te voeren waarbij enerzijds gepoogd werd om tot een kasteloze maatschappij te komen en het anderzijds het lot wilde verbeteren van achtergestelde kasten. Hoewel sindsdien grote groepen een groei van zeggenschap en welvaart hebben gezien, heeft dit beleid met reserveringen voor achtergestelde kasten het kastenstelsel verder bevestigd.
Zowel Gautama Boeddha, de stichter van het boeddhisme, en Mahavira, de stichter van het jainisme, kwamen uit een lijn van kshatriya's en verwierpen niet zozeer de varna's als wel de positie van de brahmanen daarin. Onder meer in de Assalayanasutta van de Majjhima-Nikaya wees de Boeddha de gronden af waarop de brahmanen zichzelf superieur beschouwden. Ieder persoon kon, onafhankelijk van zijn kaste, bij hem monnik worden.
Ook Mahatma Gandhi verwierp het kastenstelsel niet, maar wilde onaanraakbaren en adivasi verheffen tot wat hij zag als de superieure levenswijze van de zuivere kasten.

## Spanje
Spanje kende na het verdrijvingsedict uit 1492 een onderscheid tussen oude christenen (cristiano viejo) en nieuwe christenen (cristiano nuevos). Die laatste groep bestond uit, veelal gedwongen, bekeerde joden (converso's) en moslims (morisken). Dit onderscheid kwam voort uit een al langer bestaand christelijk proto-racisme met het proto-raciale concept van de limpieza de sangre ofwel zuiverheid van bloed. Het hiermee samenhangende beleid werd nooit volledig doorgezet en gehandhaafd, maar bleef tot in de negentiende eeuw de nakomelingen van converso's achtervolgen.:15-17 Américo Castro stelde dat de limpieza de sangre voortkwam uit het joodse of semitische systeem van zuiverheid van afstamming. De joden zouden zich al hebben afgezonderd in wat Castro de periode van convivencia (coëxistentie) noemde. Volgens de tres culturas- of tres castas-these van Castro vormde de Spaanse identiteit zich pas vanaf de Omajjadische verovering van Hispania (711-718). Castro beschouwde de drie bevolkingsgroepen dan ook als castas. Ondanks hun bekering werden de nieuwe christenen nog geregeld achtergesteld en gediscrimineerd, een praktijk die Castro casticisme noemde.
De stratificatie van de bevolking in de Spaanse koloniën in Amerika ontwikkelde zich tot een systeem van rassensegregatie dat bekend werd als casta.

## Kasten elders
Hoewel sociale stratificatie wijdverbreid is, heeft dit zich nergens zo ontwikkeld als kaste in India. Japan kende wel de bushido met een hiërarchie van samoerai, burgers, handelaren en burakumin (onaanraakbaren) die kenmerken van de varna's hadden, maar de uitgebreide jati's ontbraken hier. Mede door de indianisering van Zuidoost-Azië bereikten onderdelen van het kastenstelsel wel omringende landen, zoals Nepal, Pakistan, Sri Lanka, Bangladesh en Bali (Indonesië). Het koningshuis in Thailand kent nog steeds brahmaanse rituelen en de hindoeheld Rama staat model voor de koningen. Naast de Indiase invloed zijn er minderheden in Azië, vooral jager-verzamelaars en pastoralisten, die net als de tribale bevolking in India achtergesteld zijn. Ondanks de tegenstelling tussen deze seminomadische groepen en sedentaire groepen, kennen deze landen echter minder diversiteit in etniciteit, cultuur, taal en religie dan India en is er dan ook nooit een uitgebreid kastenstelsel ontstaan. De brahmanen in India hielden ook meer afstand tot de verschillende koningshuizen dan priesterklassen in de omringende landen veelal deden en was er dan ook geen sprake van een nationale religie. Ook stelden de brahmanen zichzelf in hun eigen literatuur op gelijke of zelfs grotere hoogte als de koningen. Dit waren weliswaar niet voldoende voorwaarden om de ontwikkeling van het kastenstelsel in India te verklaren, maar ze droegen er wel aan bij.:28-29
Bij de Joden bestonden er in de tijd van de Joodse Tempel twee priesterkasten, de Kohaniem (opperpriesters) en de Levieten (de hulppriesters). Buitenstaanders konden niet toetreden tot deze kasten. Volgens de Joodse traditie zijn de hedendaagse joden met de achternaam Cohen en Levi nakomelingen van deze vroegere kasten.
Bij de Mandé bestond ook een kastenstelsel. Dit kan grofweg worden ingedeeld in drie groepen: edelen, smeden en djeli (zangers). Djeli bezongen de grootheid en invloed van heersers en kregen in ruil daarvoor een materiële beloning. Zij konden niet tot een andere kaste toetreden. Edelen en smeden konden door hun gedrag wel tot op zekere hoogte djeli worden.

## Verklarende noten
1. ↑  De benadering van Castro resulteerde in een polemiek over het Zijn van Spanje met Claudio Sánchez-Albornoz. Deze zag de Spaanse identiteit al eerder ontstaan en beoordeelde de joodse en islamitische invloed als slechts gering. De Reconquista was volgens Sánchez-Albornoz te belastend geweest voor het land waardoor het achterbleef bij omringende landen.
Problematisch was verder dat hoewel Castro stelde dat ras geen zinvol begrip was in de geschiedschrijving en cultuurverschil wel, zijn opvatting van casta in de buurt komt van ras en daarmee slechts verhullend werkt. Verder geldt dat hoewel het ontstaan van de limpieza de sangre-doctrine vanuit een door de sefardische Joden zelfverkozen separatie mogelijk enige historische adequaatheid kent, dit in geen verhouding staat tot de resulterende discriminatie en deze verklaring van Castro dan ook op zijn minst een hint van victim blaming richting de joden heeft. Netanyahu, B. (1978-1979): 'Américo Castro and His View of the Origins of the Pureza de Sangre' in Proceedings of the American Academy for Jewish Research, Volume 46/47, p. 397-457